# Zernove, Djankoi
Zernove (în ucraineană Зернове) este un sat în comuna Rozkișne din raionul Djankoi, Republica Autonomă Crimeea, Ucraina.

## Demografie
Componența lingvistică a localității Zernove
     Rusă (61,52%)
     Tătară crimeeană (22,17%)
     Ucraineană (15,19%)
     Alte limbi (0,12%)
Conform recensământului din 2001, majoritatea populației localității Zernove era vorbitoare de rusă (61,52%), existând în minoritate și vorbitori de tătară crimeeană (22,17%) și ucraineană (15,19%).